# Університет Сан-Андреса
Університет Сан-Андреса (ісп. Universidad de San Andrés) — аргентинський університет, розташований у місті Вікторія на берегах Ріо-де-ла-Плата, у столичній агломерації Великий Буенос-Айрес. Університет є невеликим приватним закладом, у якому навчається близько 900 студентів та 500 аспірантів. Університетська бібліотека є однією з найбільших приватних бібліотек країни. Вона містить понад 70 000 томів.
Головний кампус розміщується у місті Вікторія (північне передмістя Буенос-Айреса). Університет також має офіс у центрі столиці Аргентини.

## Історія
Університет є дочірнім закладом Шотландської школи святого Андрія, організації, заснованої шотландськими іммігрантами у 1838 році. Її було названо на честь святого Андрія, покровителя Шотландії.
Нинішній університет формально було засновано 1 вересня 1988 року.